# Vuilniswagen
Een vuilniswagen, ook wel vuilnisauto en in Vlaanderen vuilkar genoemd, is een vrachtauto die gebruikt wordt om afval in te zamelen bij bedrijven en huishoudens (huisvuil). Het afval wordt getransporteerd naar een vuilnisbelt of een verbrandingsoven.

## Geschiedenis

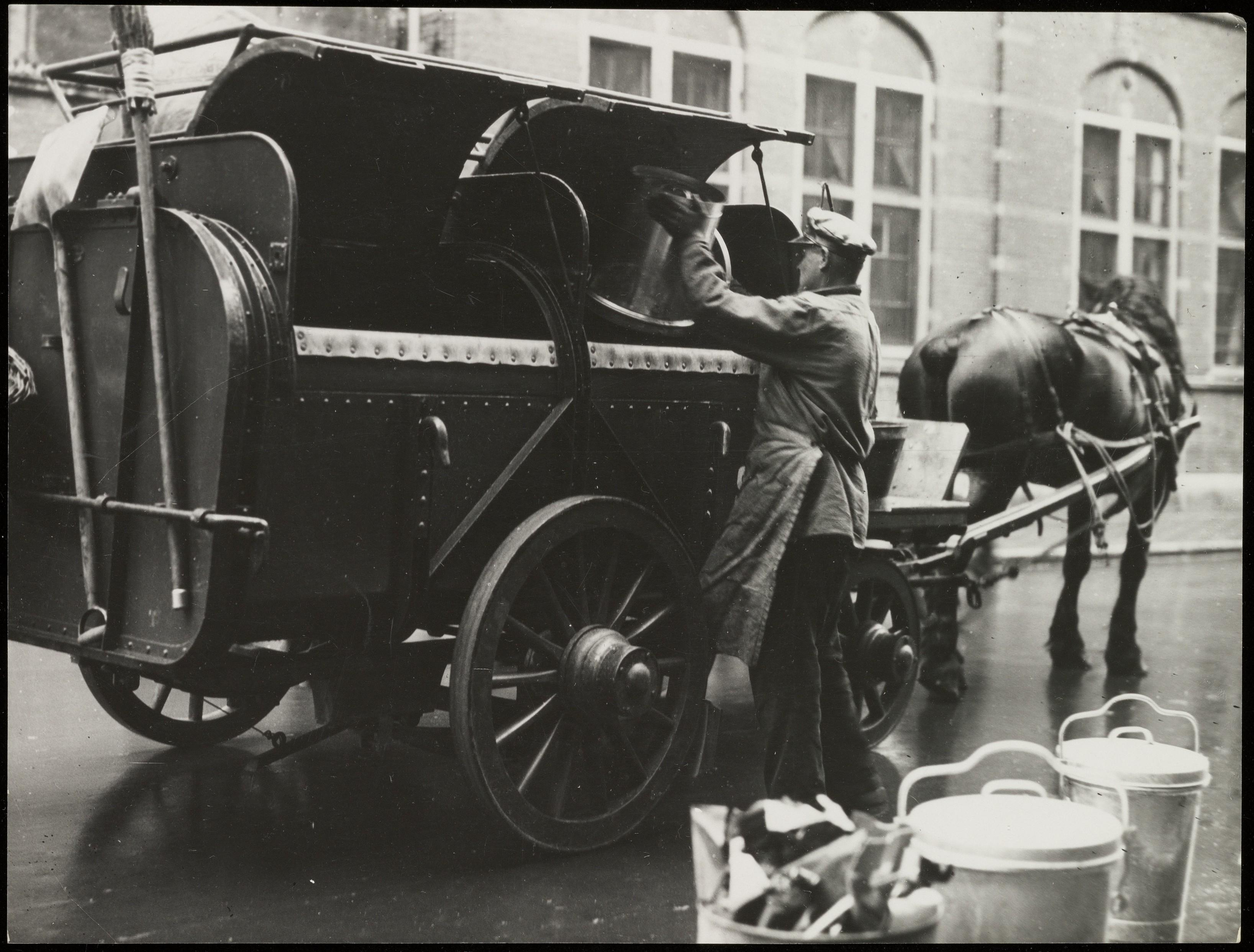
Een vuilnisman leegt een vuilnisemmer in een vuilniswagen in 1930

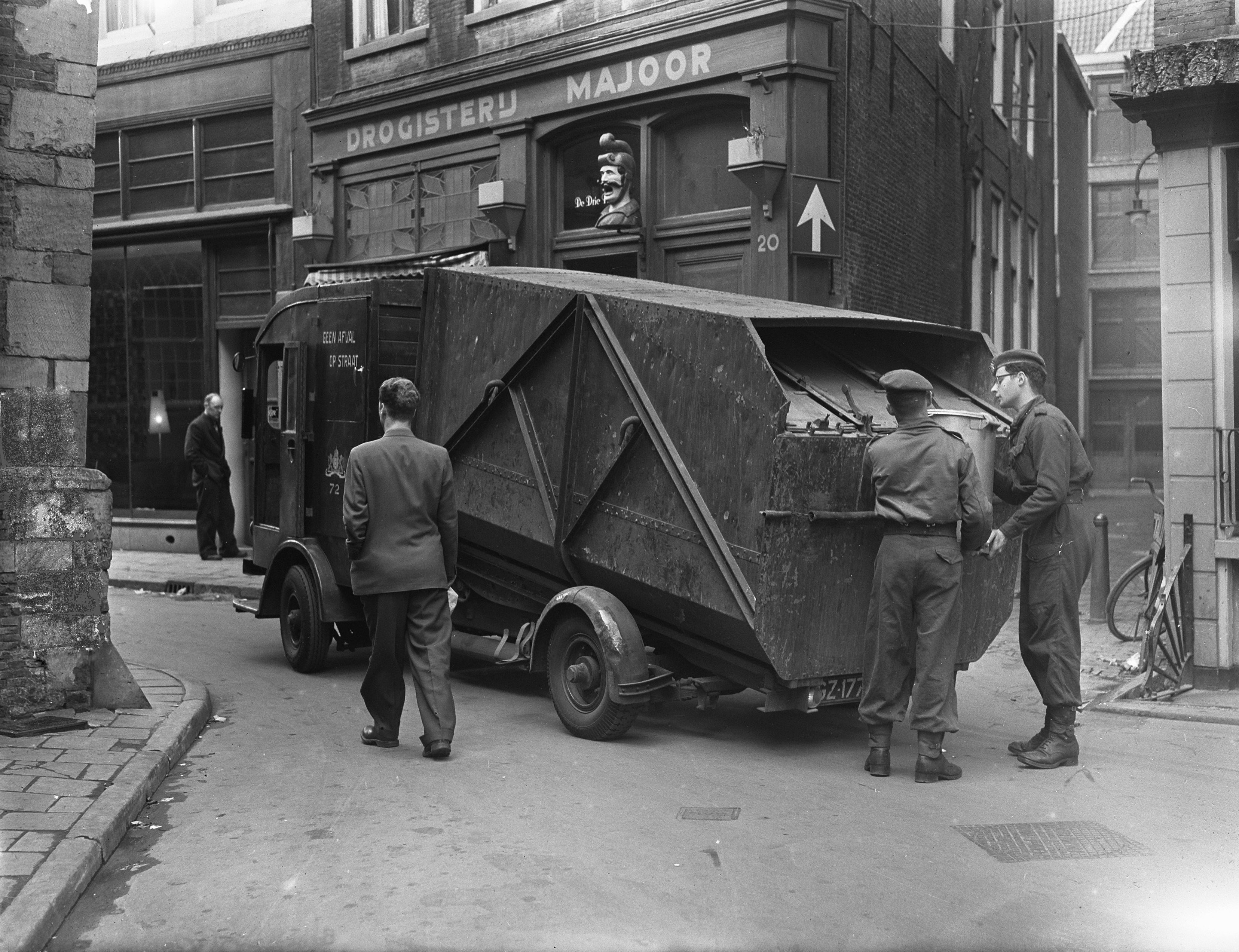
Een Amsterdamse Faun-vuilniswagen met kantelmechanisme in 1955. Deze werd ten gevolge van een staking van de vuilnislieden bemand door soldaten.

Tot aan het einde van de 19de eeuw, vóór de introductie van de vuilniswagen, gebruikte men karren voor het vervoer van vuilnis, getrokken door paarden. Dit kon een open kar zijn, of - voor het ophalen van as door de asmannen - een gesloten kar. Technische ontwikkelingen rond de eerste professionele vuilniskarren besloegen onder andere deksels die zich onmiddellijk sloten na vullen, waardoor vuil niet opstoof, en straatveegmachines die tevens vuil opruimden en bij droog weer de straten konden besproeien
In de jaren 1910 deden in Nederland de eerste "automobiele vuilniswagens" hun intrede. In sommige Franse en Duitse steden, waaronder Berlijn, reden de wagens dan al enige jaren, terwijl de introductie van een gemotoriseerde vuilniswagen in Londen nog tot het einde van de jaren 1920 zou duren.
Den Haag en Amsterdam waren twee van de eerste steden waar de automobiele vuilniswagens in gebruik genomen werden. De ervaringen met de moderne elektrisch aangedreven vuilnis- en reinigingstoestellen werden in de daaropvolgende jaren via de Nederlandse Vereniging van Reinigingsdirecteuren met andere steden uitgewisseld, waarop enkele jaren later ook kleinere steden zoals Zwolle en Hilversum over een eigen autovuilniswagen beschikten. Ook in de overzeese koloniën werd in automobiele reinigingsapparatuur geïnvesteerd; in 1914 kwam op Soerabaja de eerste automobiele veegmachine aan. Eind jaren 1930 waren in de meeste Nederlandse steden de oude, door paarden getrokken vuilniswagens vervangen door een gemotoriseerd exemplaar.

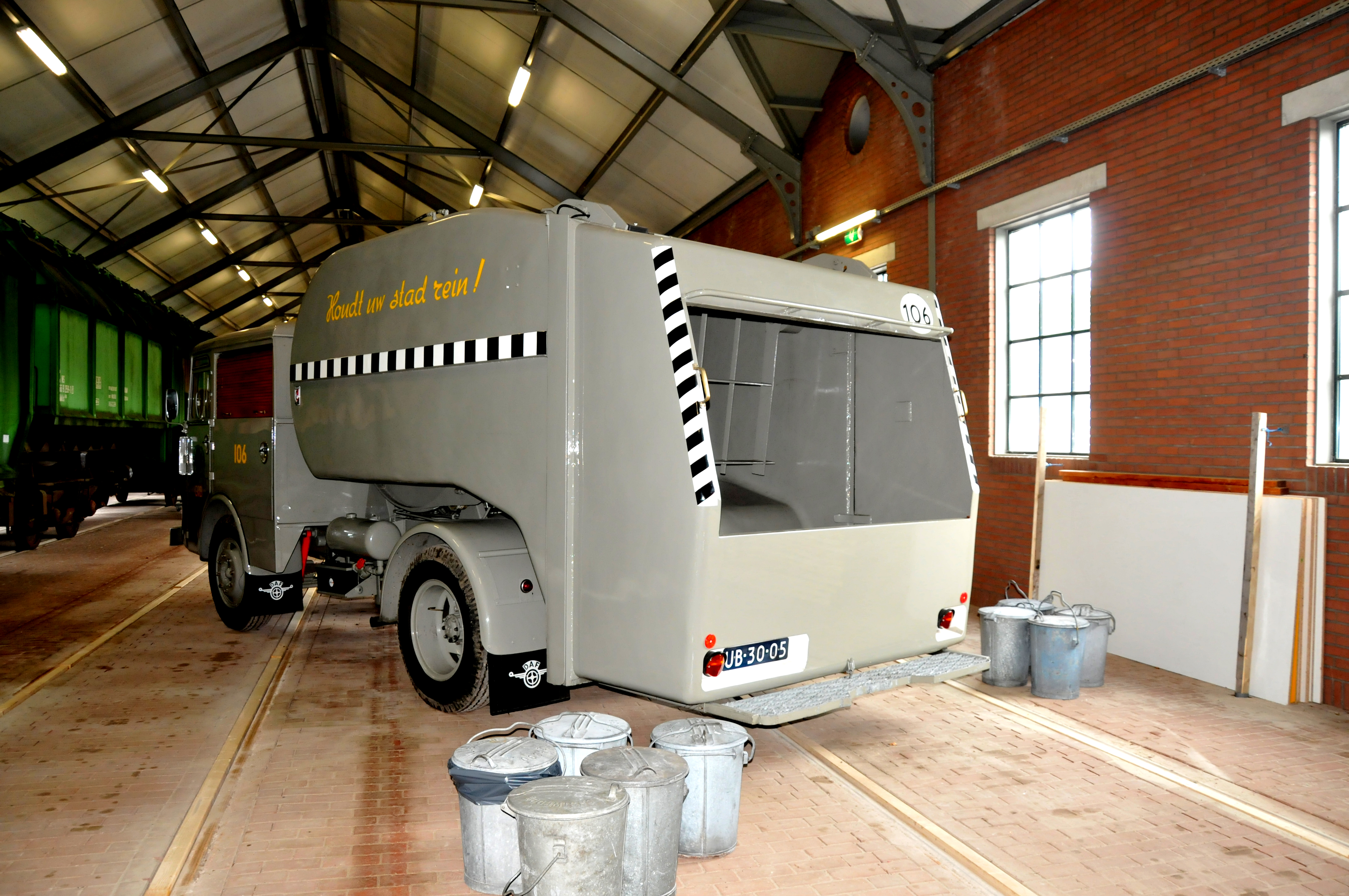
Een historische DAF/Netam-roltrommelvuilniswagen 106 van GRB uit Groningen

Rond 1934 deed de roltrommelvuilniswagen zijn intrede. De door Netam op een Kromhout-chassis gebouwde wagen, had een via een hydraulisch werkend rolmechanisme naar voren kantelende laadruimte, waardoor het erin gestorte vuilnis bij het kantelen naar voren viel. Hierdoor kwam in het achterste deel van de laadruimte ruimte vrij voor het opnieuw legen van vuilnisemmers. Het legen van de laadruimte gebeurde via een normaal kiepmechanisme. Dit systeem is vanaf de jaren '50 op grote schaal door Netam gebouwd op het DAF A50-chassis en al dan niet uitgevoerd met een zijstuur. Deze wagens waren veelvuldig te zien in de Nederlandse steden. De gehele achteropbouw kon worden losgemaakt en als tijdelijke, losse laadbak voor het erin storten van vuilnis dienen, terwijl op het chassis bijvoorbeeld tijdelijk een pekelbak gemonteerd kon worden.
Enkele decennia later doet de zogeheten kraakpersauto zijn intrede. Dit type vuilniswagen vermaalt het aangeboden vuilnis direct tot kleinere delen, wat het later in het vuilverwerkingsproces makkelijker te verwerken maakt. In Nederland schafte de gemeente Rotterdam de eerste kraakperswagen aan in 1956. De komst van de trommelwagens valt ruwweg samen met de introductie van de vuilniszak. Doordat het vuilnis vanaf de jaren 1970 niet meer in een vuilnisemmer, maar  een vuilniszak wordt aangeboden, werd de trommel nodig om de zakken te vermalen om zo de ruimte in de vuilniswagen zo efficiënt mogelijk te benutten.
Vanaf eind jaren 1970 deed de plastic minicontainer (ook wel 'Kliko' genoemd naar het gelijknamig merk) zijn intrede. Deze verandering vereiste opnieuw een nieuw type vuilniswagen.
In veel steden werd het aanbieden van vuilnis in kunststof zakken een probleem, vanwege de vele vogels die de vuilniszakken opentrokken en daardoor ongedierte aantrokken. De oplossing voor dit probleem werd gevonden in het plaatsen containers, die uitgevoerd waren als grote vierkante, op straat geplaatste bakken met door zware kleppen afgesloten gaten, waarin men de vuilniszakken kon deponeren. Voor het scheiden van de afvalstromen werden aparte containers ingevoerd voor papier, glas, textiel, en plastic, plastic bevattende drinkkartons en blikjes. Aan de onderkant van deze bakken zaten kleppen, die voor het legen in de laadbak van de een vuilniswagen werden geopend. Omdat dit nogal lompe verschijningen in het straatbeeld waren, werd de ondergrondse  vuilcontainer ontwikkeld. 

## Aanbieding van afval
Afval kan ruwweg in vier soorten aangeboden worden:
- Grof afval, meestal alleen bij grote voorwerpen zoals meubels
- Los klein afval, meestal in ondergrondse verzamelbakken
- In plastic zakken
- In containers
  - kleine containers met wielen, meestal een container per pand
  - grote containers voor locaties waar grotere hoeveelheden vuilnis worden aangeboden

## Inzameling van afval
De methode van inzameling hangt af van hoe het afval aangeboden dient te worden.

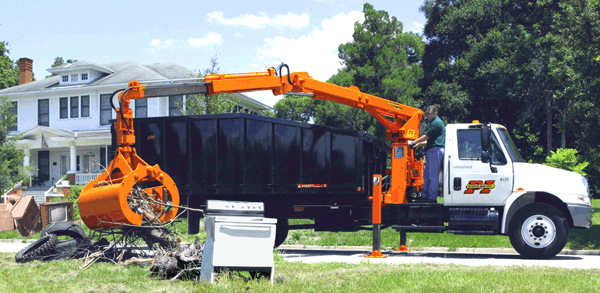
Een open wagen met laadkraan

### Grofvuil
Grofvuil kan opgehaald worden met een vrachtwagen met een kraan (knijper) of met een gesloten wagen met een persmechanisme. Bij de laatste optie moet het vuil bijna altijd handmatig in de vrachtwagen gegooid worden.

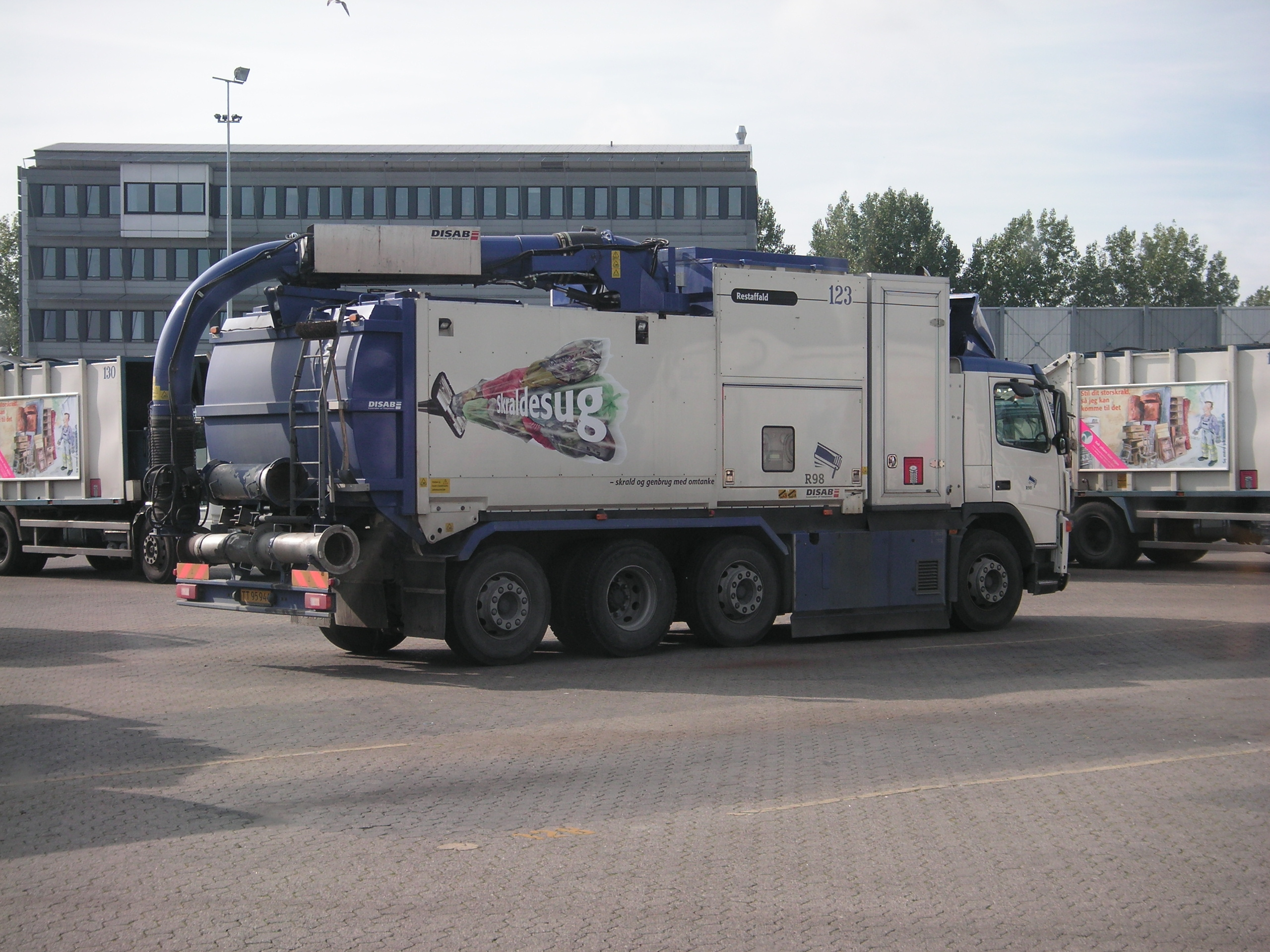
Een vacuümwagen om afval op te zuigen

### Los klein afval
Tegenwoordig kan los klein afval (meestal zonder zak) worden gedeponeerd in prullenbakken en met een speciaal voertuig opgezogen worden. Voorheen moest dit soort voorzieningen dan handmatig geleegd worden wat niet praktisch is.

### Plastic zakken
Losse plastic zakken moesten bijna altijd met de hand in de wagen gegooid worden. De losse plastic zakken kunnen ook in een meestal grijze minicontainer voor restafval langs de straat worden aangeboden. De wagen beschikt bijna altijd over een persmechanisme om de zakken te samen te persen en door te schuiven.

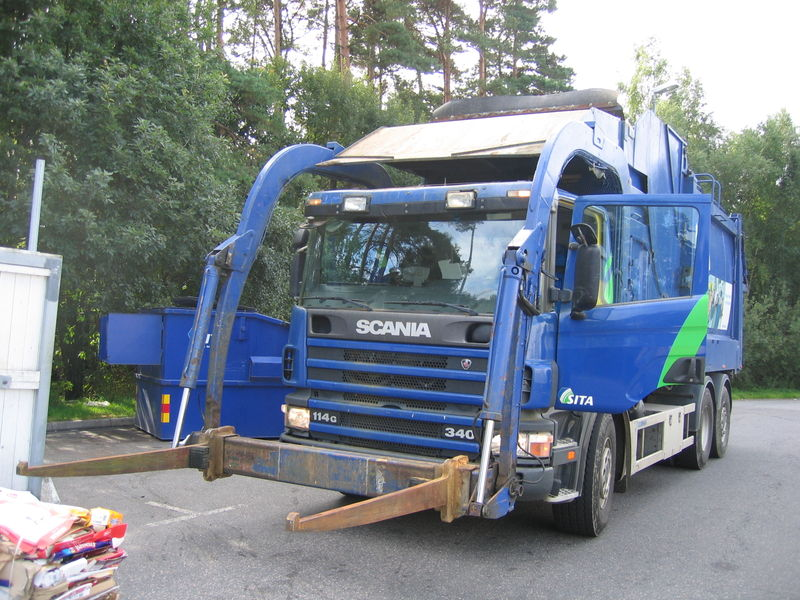
Een voorlader

### Containers
Het legen van vuilcontainers kan op verschillende manieren plaatsvinden, naargelang de carrosseriebouwer. De meest voorkomende vuilniswagens in België worden gebouwd door VDK Waste System, een divisie van MOL cy :
- Via een achterlader, bij kleine huisvuilcontainers kunnen twee units tegelijk geleegd worden. De containers moeten wel handmatig bij de achterlader geplaatst worden. De achterlader leegt de containers via een gat in de carrosserie.
- Via een bovenlader met een laadkraan. Een bovenlader wordt tegenwoordig vaak toegepast in dicht bebouwde gebieden voor het legen van (slimme) ondergrondse vuilcontainers.
- Via een voorlader, een soort vork aan een arm die voor het voertuig uitsteekt. Het voordeel is dat alleen een robot/chauffeur nodig is. Het nadeel is dat de container altijd voor de vrachtwagen moet staan, de container of de vrachtwagen moet juist geplaatst worden. De inhoud van de container wordt in een open bak of via een arm in een luik bovenin in het voertuig gestort.
- Via een zijlader. Een zijlader wordt tegenwoordig vaak toegepast op minder dicht bebouwde gebieden, via een door de chauffeur bestuurde arm wordt een (kleine) container opgepakt en via een luik boven in de wagen geleegd.

### Gescheiden inzameling
Sommige vuilniswagens zijn geschikt voor het in een gang gescheiden inzamelen van "grijs" afval (niet-recyclebaar of niet-composteerbaar materiaal) en groente-, fruit- en tuinafval en  PMD (plastic, metaal en drankkartons) en papier

## Lediging
De vrachtwagen wordt geleegd via een klep aan de achterzijde, bij achterladers wordt de gehele beladingsinrichting omhoog gekanteld. Sommige wagens kunnen kiepen, anderen hebben een schuif om het afval aan de achterzijde eruit te duwen.

## Hybride vuilniswagens
Bekende merken die vuilniswagens ontwikkelen en verbeteren zijn:
- Mercedes-Benz met een serie voertuigen genaamd Econic.
- Volvo met de Volvo FE Hybrid, die geleverd kan worden als vuilniswagen.

Wat deze vuilniswagens gemeen hebben, is dat er gelet wordt op de uitstoot. Daardoor zijn de nieuwe vuilniswagens minder schadelijk voor het milieu. Ook hybride vuilniswagens worden steeds belangrijker. Ze produceren minder lawaai en veroorzaken daardoor minder overlast wanneer 's ochtends vroeg het afval wordt opgehaald. Ook gebruiken de vuilniswagens 15 tot 30% minder brandstof. Ten slotte stoten hybride vuilniswagens 20% minder CO2 uit.
Op vrijdag 22 juni 2012 werd opdracht gegeven aan het Bredase bedrijf Bluekens Truck en Bus BV en de vuilniswagenleverancier Geesinknorba voor het leveren van twee elektrisch hybride vuilniswagens aan Afvalservice Gemeente Breda.